# David Odonkor
David Odonkor (Bünde, 1984. február 21. –) német válogatott labdarúgó, jelenleg sportigazgató a Hammer SpVg csapatánál.

## Sikerei, díjai

### Klub
- Borussia Dortmund:
  - Bundesliga bajnok (1): 2001–02

### Válogatott
- Németország:
  - Labdarúgó-világbajnokság:
    - Bronzérmes (1): 2006

  - Labdarúgó-Európa-bajnokság:
    - Ezüstérmes (1): 2008